# No Escape (film, 2015)
Pour les articles homonymes, voir No Escape et Sans issue.
Pour plus de détails, voir Fiche technique et Distribution.
No Escape ou Sans Issue au Québec est un thriller américano-thailandais réalisé par John Erick Dowdle et sorti en 2015.

## Synopsis
Jack, un ingénieur américain, s’expatrie en Asie du sud-est avec sa famille pour mener une vie de rêve dans un décor paradisiaque. Fraîchement débarqués, leur projet tourne court. Un coup d'État éclate dans le pays et la tête des expatriés se retrouve mise à prix. Aidés par un mercenaire britannique, Jack et les siens n'ont qu'une solution : fuir.

## Fiche technique
- Titre original et français: No escape
- Titre québécois : Sans Issue
- Titre de travail : The Coup
- Réalisation : John Erick Dowdle
- Scénario : Drew Dowdle et John Erick Dowdle
- Musique : Marco Beltrami
- Direction artistique : Arvinder Grewal
- Décors : Boontawee Thor Taweepasas
- Costumes : Annie Bloom
- Photographie : Léo Hinstin
- Son : Kelly Oxford
- Montage : Elliot Greenberg
- Production : Steve Alexander, Drew Dowdle, David Lancaster et Michel Litvak
- Sociétés de production : Bold Films, Brothers Dowdle Productions et Living Films
- Société de distribution : The Weinstein Company
- Pays de production :  États-Unis,  Thaïlande
- Langue originale : Anglais
- Format : panoramique
- Genre : thriller
- Durée : 103 minutes
- Dates de sortie : 
  - Singapour : 5 mars 2015
  - France : 2 septembre 2015
  - États-Unis : 26 août 2015
- Interdit aux moins de 12 ans[Où ?]

## Distribution
- Owen Wilson (VF : Lionel Tua) : Jack Dwyer
- Lake Bell (VF : Armelle Gallaud) : Annie Dwyer
- Pierce Brosnan (VF : Emmanuel Jacomy) : Hammond
- Sterling Jerins (en) (VF : Clara Quilichini) : Lucy Dwyer
- Claire Geare (VF : Coralie Thuilier) : Beeze Dwyer
- Spencer Garrett : le recruteur
- John Goldney (VF : Patrick Béthune) : Jerry
- Sahajak Boonthanakit : Kenny Rogers

 Source et légende : version française (VF) sur RS Doublage

## Message sous-jacent
(août 2025).
- Si vous ne connaissez pas le sujet, laissez ce bandeau (vous pouvez alors contacter les auteurs).
- Si vous supprimez le contenu mis en cause (vous pouvez préalablement contacter les auteurs),

argumentez précisément cette suppression dans la page de discussion
(un manque de référence n'est pas un argument ; une recherche réelle de référence doit avoir été effectuée, être formellement documentée).
Le film se veut non seulement un suspense, mais il introduit aussi une certaine critique de l'intervention des compagnies multinationales et des pays développés dans l'exploitation des pays du tiers-monde. Ainsi, la première scène montre le Premier ministre du pays concluant un contrat avec la société Cardiff, puis se faisant tuer pour cela par les rebelles. Par la suite, Hammond, qui est en fait un agent des services britanniques, confie à Dwyer la façon dont des gens comme lui poussent les gouvernements des pays en développement à s'endetter dans des projets comme celui de Cardiff qui mènent à des situations de révoltes.
Afin d'éviter toute ressemblance avec des faits de révolte islamiste contre un occident impérialiste, le scénario fut réécrit et déplacé dans un pays fictif sans religion. Les figurants de l'insurrection furent ainsi tous rasés de près et aucun cri de ralliement à Dieu ne fut prononcé pendant les scènes de violences. Dans cette optique, aucune scène de mise à mort par décapitation ne fut enregistrée, bien que la scène d'exécution de quatre prisonniers par voiture fasse écho aux méthodes cruelles de Daesh en Irak et Syrie pour de nombreux spécialistes.